# Kristdemokratisk och Flamländsk
Kristdemokratisk och Flamländsk, Christen-Democratisch en Vlaams (CD&V) är ett flamländskt kristdemokratiskt mittenparti i Belgien, med rötterna i det katolska partiet CVP-PSC.
Partiet grundades 1968 som Kristliga folkpartiet (CVP).
Det nuvarande namnet antogs den 29 september 2001. 
Sedan parlamentsvalet i juni 2007 har CD&V tillsammans med koalitionspartnern N-VA utgjort den största politiska kraften i landet. I september 2008 sprack kartellen. Båda partierna gjorde emellertid framsteg vid det flamländska parlamentsvalet 2009: CD&V förblev det största flamländska partiet och fick 22,9%; N-VA fick 13%.
Partiet är medlem i Europeiska folkpartiet och CDI-IDC och dess ledamöter i Europaparlamentet tillhör Europeiska folkpartiets grupp (kristdemokrater) (EPP).

## Partiledare
- 1945-1947 Gilbert Mullie (död 1962)
- 1947-1949 Paul-Willem Segers (död 1983)
- 1949-1959 Jef De Schuyffeleer (död)
- 1959-1961 Fred Bertrand
- 1961-1963 Jozef De Saeger (död 2000)
- 1963-1972 Robert Vandekerckhove (död 1980)
- 1972-1979 Wilfried Martens
- 1979-1982 Leo Tindemans
- 1982-1988 Frank Swaelen (död 2007)
- 1988-1993 Herman Van Rompuy
- 1993-1996 Johan Van Hecke
- 1996-1999 Marc Van Peel
- 1999-2003 Stefaan De Clerck
- 2003-2004 Yves Leterme
- 2004-2008 Jo Vandeurzen
- 2008-2010 Marianne Thyssen
- 2010-2019 Wouter Beke
- 2019-2022 Joachim Coens
- 2022- Sammy Mahdi